# Montmaur (Aude)
Montmaur é uma comuna francesa na região administrativa de Occitânia, no departamento de Aude. Estende-se por uma área de 12,61 km². Em 2010 a comuna tinha 315 habitantes (densidade: 25 hab./km²).